# Ellington, Connecticut
Ellington är en kommun (town) i Tolland County i delstaten Connecticut, USA med cirka 12 921 invånare (2000). Den har enligt United States Census Bureau en area på 89,6 km².